# Las Buchonas
Las Buchonas es una serie de televisión de Comedia creada por Andrés López López y producida por W Studios en colaboración con Lemon Studios para Televisa en el 2018. Se estrenó el 30 de noviembre de 2018 en la plataforma streaming de Televisa, Blim TV, finalizando hasta el 6 de abril de 2019.
Está protagonizada por Vanessa Arias, Candela Márquez, Thali García y Alejandra Robles Gil como Las Buchonas de Tierra Blanca.

## Premisa
La historia gira en torno a Aurora (Vanessa Arias), Yuliana (Candela Márquez), Manuela (Thali García) y Tabatha (Alejandra Robles Gil), cuatro mujeres seducidas por el poder y el dinero. La vida de Aurora cambia el día en que las autoridades matan injustamente a su padre. Una vez ciudadana de Tierra Blanca, se convierte en la líder de un grupo de mujeres que se rebelan contra un patriarcado injusto.

## Reparto
- Joaquín Cosío como Baltazar[6]
- Arleth Terán como Debora[6]
- Roberto Mateos como Vicente
- Thali García como Manuela
- Alejandra Robles Gil como Tabatha
- Candela Márquez como Yuliana
- Mónica Sánchez Navarro como Sandra
- Sebastián Ferrat como Raúl
- Juan Pablo Gil como Luciano[6]
- Frances Ondiviela como Magnolia
- Irineo Álvarez como Mariano
- Augusto Granados como El Duende
- Pascacio López como Salvador
- Laura Ferretti como Susana
- Marina Ruiz como Teresa
- Jorge Alberti como Leónidas
- Jorge Ortiz de Pinedo como Rafael
- Cassandra Sánchez Navarro como Gabriela
- Miguel Rodarte como Candelario[6]
- Bobby Pulido como El Trueno
- Vanessa Arias como Aurora

## Producción
La producción de la serie inició el 31 de octubre de 2016, grabando en locaciones de la Ciudad de México. Es la segunda producción de W Studios en realizarse, siendo La piloto, la primera producción original de la productora. Originalmente, la serie tenía contemplado estrenarse en verano de 2017 en Univisión, una vez finalizada la emisión de la primera temporada de La piloto, pero ya no fue así. El estreno de la serie se ha pospuesto dos veces entre 2017 y 2018, la cual después se había anunciado en enero de 2018, a través de la página web de People en Español, que la serie se estrenaría en ese mismo año en UniMás, pero tampoco ocurrió por razones desconocidas. Finalmente, Televisa lanzó la serie el 30 de noviembre de 2018 a través de la plataforma Blim TV.